# Adolf Kämpf

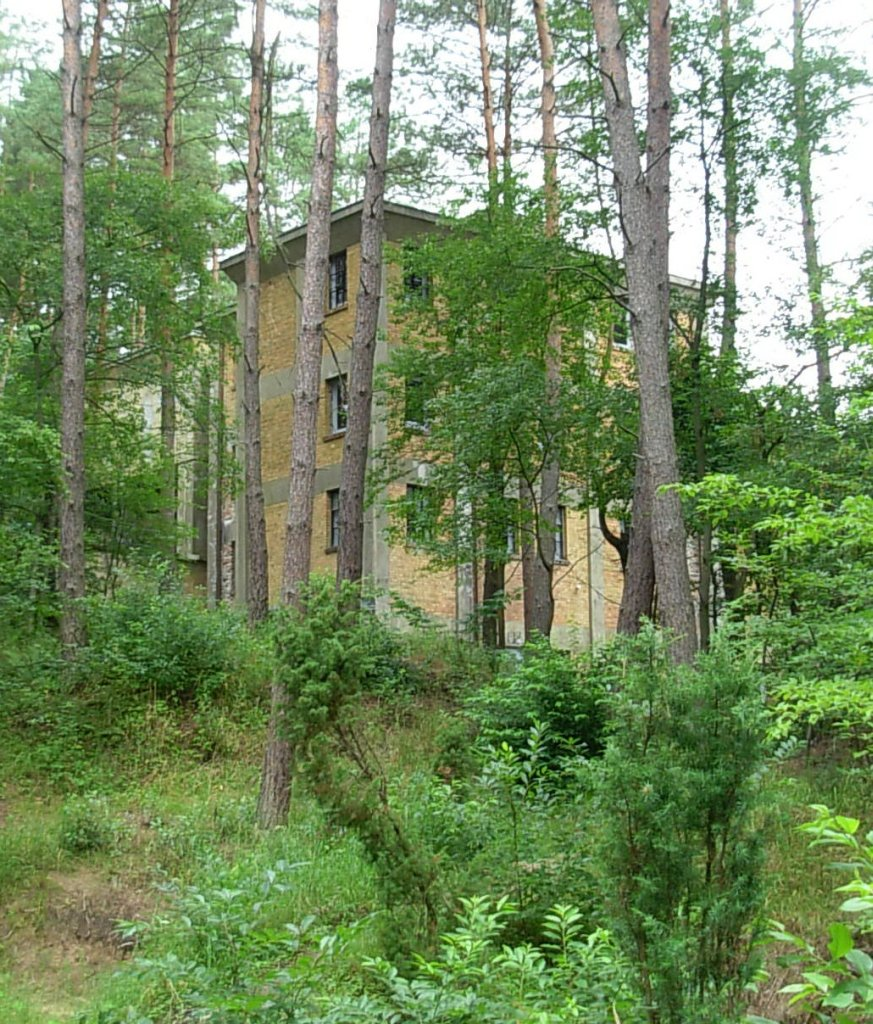
Jeden z budynków produkcyjnych DAG Fabrik Bromberg – stan z 2011 r.

Adolf Kämpf  (ur. 1879 w Auenstein, zm. 1957 w Spaltenstein) – niemiecki chemik, w latach 1941–1945 dyrektor DAG Fabrik Bromberg – fabryki materiałów wybuchowych i elaboracji amunicji wzniesionej przez władze III Rzeszy w Bydgoszczy-Łęgnowie.

## Życiorys
Urodził się 14 lipca 1879 roku w badeńskim Auenstein jako jedenaste z 14 dzieci Johanna Jakoba Kämpfa (1832–1914) oraz Marii Weegmann (1844–1908), córki nauczyciela. W 1880 r. rodzina Kämpf przeniosła się do Flein k. Heilbronn (Wirtembergia), gdzie ojciec otrzymał posadę pastora.
Od najmłodszych lat zdradzał zainteresowanie chemią i muzyką. Początkowo uczęszczał do szkoły ludowej we Flein, następnie gimnazjum realnego w Heilbronn. W 1895 roku, kiedy ojciec został przeniesiony do Ditzingen, ukończył na poziomie średnim edukację w Eberhard-Ludwig-Gymnasium w Stuttgarcie. Po uzyskaniu matury w 1897 roku odbył roczną ochotniczą służbę wojskową w 10. regimencie artylerii pieszej w Strasburgu. Służba w oddziale artylerii w powiązaniu z zamiłowaniem do nauk ścisłych spowodowały, że zdecydował się na studia politechniczne w zakresie budowy maszyn. Aby spełnić wymogi stawiane kandydatom podjął roczny staż w zakładach naprawczych lokomotyw w Esslingen am Neckar. W październiku 1899 roku rozpoczął studia chemiczne na Wyższej Szkole Technicznej w Stuttgarcie, jednocześnie usamodzielniając się i zamieszkując w mieście. W 1903 r. uzyskał tytuł doktora inżyniera, po czym podjął studia uzupełniające na Uniwersytecie w Berlinie. Szybko dał się poznać jako zdolny chemik, w związku z czym został zaangażowany do przygotowania działu chemicznego na światową wystawę w Saint Louis 1904.

### Praca w Turcji
Po ukończeniu praktyki w Berlinie i powrocie do Ditzingen, podjął poszukiwania stałego zatrudnienia - początkowo bez sukcesu. Dopiero po rekomendacji przedsiębiorcy z Hamburga został zatrudniony w przedsiębiorstwie prochowym Köln-Rottweil AG. W 1904 r. wysłano go jako głównego chemika do tureckiej fabryki kwasu siarkowego i azotowego w Makriköi pod Konstantynopolem, założonej przez kapitał angielski w 1894 r., a następnie odkupionej przez Köln-Rottweil AG. Jego zadaniem była wznowienie produkcji zakładu. Lata jego pobytu w Turcji były burzliwym okresem. W 1908 r. po wybuchu powstania młodoturków poznał specyfikę zarządzania zakładem produkcyjnym w realiach wojennych. Poza tym bez zgromadzonych tu materiałów wybuchowych niemożliwa byłaby obrona Dardaneli, kiedy w marcu 1915 roku wojska francuskie i brytyjskie podjęły atak na cieśninę. W 1910 r. powrócił do Niemiec wraz z nowo poślubioną żoną – Szwajcarką Mariką Belart, po czym podjął prace badawcze nad możliwościami technicznego wykorzystania wysokowybuchowego materiału: azydku ołowiu, co zakończył sukcesem.

### Praca w Rosji
Pod koniec 1910 roku powierzono mu misję reorganizacji rosyjskiej fabryki czarnego prochu w Szlisselburgu koło Petersburga, w której większość udziałów miał koncern Dynamit AG. Po udanej reaktywacji fabryki, miejscowi arystokraci zaproponowali mu rosyjskie obywatelstwo. Po odmowie i wzroście napięcia politycznego między Rosją, a Niemcami, uznano go za szpiega, a w dniu wybuchu I wojny światowej został aresztowany na polecenie gubernatora Petersburga. W rosyjskim więzieniu spędził dwa lata, wielokrotnie zmieniając miejsce i warunki pobytu; dopiero w 1916 roku, w ramach zorganizowanej przez Szwedzki Czerwony Krzyż wymiany jeńców, został zwolniony. W czerwcu dotarł przez Finlandię i Szwecję do Berlina.

### Praca w Niemczech
Po odnowieniu kontaktów z przedsiębiorstwem Köln-Rottweil AG i kilku miesiącach pracy w Berlinie został skierowany na stanowisko kierownika budowanej w tym czasie, dużej i nowoczesnej fabryki w Premnitz (Brandenburgia). Dla pracowników i kadry technicznej powstało nowe osiedle mieszkaniowe, którego dominantę stanowił okazały dom dyrektora, w którym Kämpf wraz z rodziną spędził następne 10 lat. Pełniąc funkcję dyrektora fabryki, zetknął się ze zjawiskiem, które w czasie II wojny światowej zdeterminowało gospodarkę niemiecką – eksploatacją jeńców wojennych (Rosjan, Anglików, Francuzów) jako siły roboczej.
Po decyzji demontażu niemieckich przedsiębiorstw zbrojeniowych, podjętej przez traktat wersalski, zatrudniająca 6 tys. pracowników fabryka w Premnitz została skazana na zagładę. Zachowano jedynie laboratorium po uzyskaniu licencji na produkcję włókien sztucznych. W 1926 r. po przystąpieniu Köln-Rottweil AG do IG Farben, został skierowany do Wolfen, gdzie powierzono mu budowę i eksploatację laboratorium doświadczalnego włókien sztucznych. W 1929 r. wrócił do Premnitz, by udoskonalić technologię produkcyjną materiału syntetycznego o nazwie vistra, a po realizacji tego zadania (1931) trafił w rodzinne strony, przejmując kierownictwo fabryki włókien sztucznych w Bobingen pod Augsburgiem. W zakładzie tym pracował do 1941 r., poza produkcją sprawując również nadzór nad budową osiedla dla robotników i kadry technicznej. W 1937 roku, w okresie intensywnych prac zbrojeniowych prowadzonych pod auspicjami Hitlera, zakład został przekierowany na produkcję wojenną, a w jego sąsiedztwie koncern DAG rozpoczął budowę fabryki nowoczesnego materiału wybuchowego – heksogenu.

### DyrektorDAG Fabrik Bromberg
Latem 1941 roku został powołany na stanowisko dyrektora fabryki prochu pod Bydgoszczą - największego pod względem areału zakładu Dynamit AG w hitlerowskich Niemczech. Budowę kombinatu podjęto już w 1939 roku, krótko po zajęciu miasta, a dwa lata później DAG-Verwertchemie podjęła produkcję. Kämpf niechętnie przyjął tę propozycję ze względu na wiek oraz powiązania rodzinne. Wraz z nim do Bydgoszczy skierowano grupę zaufanych współpracowników z Bobingen – sekretarza Vogla, prokurenta handlowego Fuchsa oraz majstra budowlanego Haasa. Kiedy przybył do Bydgoszczy, większość budynków była już ukończona. Na wygrodzonym areale 23 km² – położono 110 kilometrów torów kolejowych i około 100 kilometrów betonowych dróg. Mimo dużego doświadczenia zawodowego, zetknął się tu po raz pierwszy z tak dużym ogromem przedsięwzięcia oraz specyfiką siły roboczej: na 13 tysięcy pracowników 90% stanowili robotnicy przymusowi i jeńcy wojenni różnych narodowości. Mimo zgłaszanych obaw, pozostał na stanowisku dyrektorskim aż do końca wojny.

### Losy powojenne
W styczniu 1945 roku jako jeden z ostatnich pracowników kadry kierowniczej fabryki, zdołał ewakuować się przed Armią Czerwoną. Dotarł do fabryki DAG Malchow w Meklemburgii, zgodnie z założonym planem ewakuacji. 16 kwietnia 1945 roku udał się w podróż do Wolfratshausen pod Monachium, skąd dotarł do Spaltenstein pod Friedrichshafen, gdzie posiadał dom letni wzniesiony przed wojną. 26 czerwca 1945 r. jako były kierownik przedsiębiorstwa zbrojeniowego został aresztowany przez żołnierzy francuskich i osadzony w więzieniu w Lindau (Bodensee). Trafił do celi trzyosobowej, w której stłoczono 11 osób; w ten sposób podzielił los pracowników przymusowych czasu wojny. Po trzech miesiącach został skierowany do obozu koncentracyjnego, położonego pod miastem, a w styczniu 1946 r. zwolniony, do czego przyczyniły się pozytywne opinie ze strony dawnych robotników DAG Fabrik Bromberg, zaświadczające o dobrym traktowaniu przez dyrektora.
W 1952 r. zamieszkał z rodziną w swoim domu w Spaltenstein, po opuszczeniu go przez francuskich żołnierzy. 11 września 1957 r. doznał apopleksji, której konsekwencją był częściowy paraliż. Zmarł 23 października 1957 r. w swoim domu w Spaltenstein. Został pochowany obok żony na cmentarzu w Fischbach.

### Rodzina
Adolf Kämpf od 1909 r. był żonaty z Mariką Belart (ślub w Turcji) – szwajcarską śpiewaczką wykształconą w Dreźnie. Miał synów: Helmuta (ur. 1911, historyk) i Adolfa oraz córki: Magdalenę (ur. 1914) i Ursulę.